# Formica scitula
Formica scitula é uma espécie de formiga do gênero Formica, pertencente à subfamília Formicinae.